# Starza (powiat kołobrzeski)
Starza – osada w Polsce położony w województwie zachodniopomorskim, w powiecie kołobrzeskim, w gminie Rymań. Miejscowość wchodzi w skład sołectwa Rymań.
Nazwę Starza wprowadzono urzędowo w 1948 roku, zastępując poprzednią niemiecką nazwę Starsberg.